# Simplon-vasútvonal
A Simplon-vasútvonal egy nemzetközi vasútvonal, mely a francia-svájci államhatártól indul, keresztülszeli Svájcot, majd a Simplon-alagúton át eléri Olaszországot. A vasútvonal 232,5 km hosszúságú, normál nyomtávolságú, 15 kv 16,7 Hz váltakozó áramrendszerrel villamosított hegyi vasútvonal számtalan híddal és alagúttal.
A vasútvonal a svájci Lausanne-ot és az olasz Domodossolát köti össze Brig-en keresztül. A 20 km-es Simplon-alagút (amelyet 1906-ban nyitottak meg) a legismertebb és leghíresebb műtárgya.
Az északon található Lötschberg vasúttal együtt Svájc második legfontosabb alpesi tranzit vasútvonala a Gotthárd-vasútvonal után, amely keletre fekszik és körülbelül 240 km  hosszúságú.
Az ETCS vasúti biztosítóberendezés 2. szintjét várhatóan 2022 előtt fogják telepíteni Lausanne és Brig között.